# Eerste Slag bij Deep Bottom
De Eerste Slag bij Deep Bottom vond plaats tussen 27 juli en 29 juli 1864 in Henrico County, Virginia tijdens de Amerikaanse Burgeroorlog. Deze slag is ook gekend als de Slag bij Darbytown, Strawberry Plains, New Market Road of Gravel Hill. Een gecombineerde strijdmacht onder leiding van de Noordelijke generaals-majoor Winfield S. Hancock en Philip H. Sheridan hadden de opdracht gekregen om Richmond en de nabijgelegen spoorlijnen te bedreigen. Zo hoopte Grant om Zuidelijke eenheden weg te lokken van het front bij Petersburg ter voorbereiding van een nieuwe doorbraakpoging. (zie Slag van de Krater) De Noordelijke infanterie en cavalerie kon niet door de Zuidelijke linies bij Bailey's Creek en Fussell’s Mill breken en dienden zich terug te trekken. Het had wel het gewenste effect om Zuidelijke troepen bij Petersburg weg te lokken.

## Achtergrond
Deep Bottom is de lokale naam voor een gebied langs de James in Henrico County, Virginia op ongeveer 18 km ten zuidoosten van Richmond. Het gebied ligt rond een hoefijzervormige bocht in de rivier die gekend is als Jones Neck. Het was een ideale oversteekplaats vanuit Bermuda Hundred die ten zuiden van de rivier lag.
Luitenant-generaal Ulysses S. Grant moest na de mislukte aanval op de Zuidelijke stellingen van Petersburg tussen 15 juni en 18 juni 1864 het beleg voor de stad opslaan. Terwijl de Noordelijke cavalerie tussen 22 juni en 1 juli een raid uitvoerde in een poging om de spoorlijnen naar Petersburg af te snijden, plande Grant en zijn staf een nieuwe aanval op de Zuidelijke stellingen bij Petersburg. De aanval stond gepland voor 30 juli en zou de geschiedenis ingaan als de Slag van de Krater. Om de kans op succes voor de komende aanval te verhogen, plande Grant en manoeuvre tegen Richmond waardoor hij hoopte dat de Zuidelijke generaal Robert E. Lee zou gedwongen worden om eenheden van stellingen bij Petersburg naar Richmond te verplaatsen.
Grant gaf het bevel aan het II Corps van het Army of the Potomac, aangevoerd door generaal-majoor Winfield S. Hancock, en twee divisies van het Cavalry Corps aangevoerd door generaal-majoor Philip H. Sheridan om de James over te steken bij Deep Bottom via een pontonbrug. Vandaaruit dienden ze op te rukken naar de Zuidelijke hoofdstad Richmond. Een divisie van het X Corps onder leiding van brigadegeneraal Robert S. Foster had even daarvoor de rivier verder stroomopwaarts overgestoken om een bruggenhoofd te vormen. In het plan diende Hancock de Zuidelijken vast te pinnen bij Chaffin’s Bluff en te voorkomen dat vijandelijke versterkingen Sheridans cavalerie zouden aanvallen. Sheridan diende, indien mogelijk, op te rukken naar Richmond zelf. Indien dit niet mogelijk was, waar Grant van uitging, diende Sheridan rond de stad te rijden in noordelijke en westelijk richting en de Virginia Central spoorweg te vernietigen.
De Zuidelijke defensieve linies voor Richmond stond onder leiding van luitenant-generaal Richard S. Ewell en werd bemand door zijn Second Corps. Toen Lee hoorde van het ophanden zijnde manoeuvre van Hancock liet Lee de stellingen bij Richmond versterken tot een effectief van 16.500 soldaten. Vier brigades van generaal-majoor Joseph B. Kershaws divisie, de brigade van kolonel John S. Fulton van het Departement of Richmond en de brigades van de brigadegeneraals James H. Lane en Samuel McGowan van generaal-majoor Cadmus M. Wilcox werden via de New Market Road naar hun stellingen bij de New Market Heights gedirigeerd.

## De slag

### 27 juli

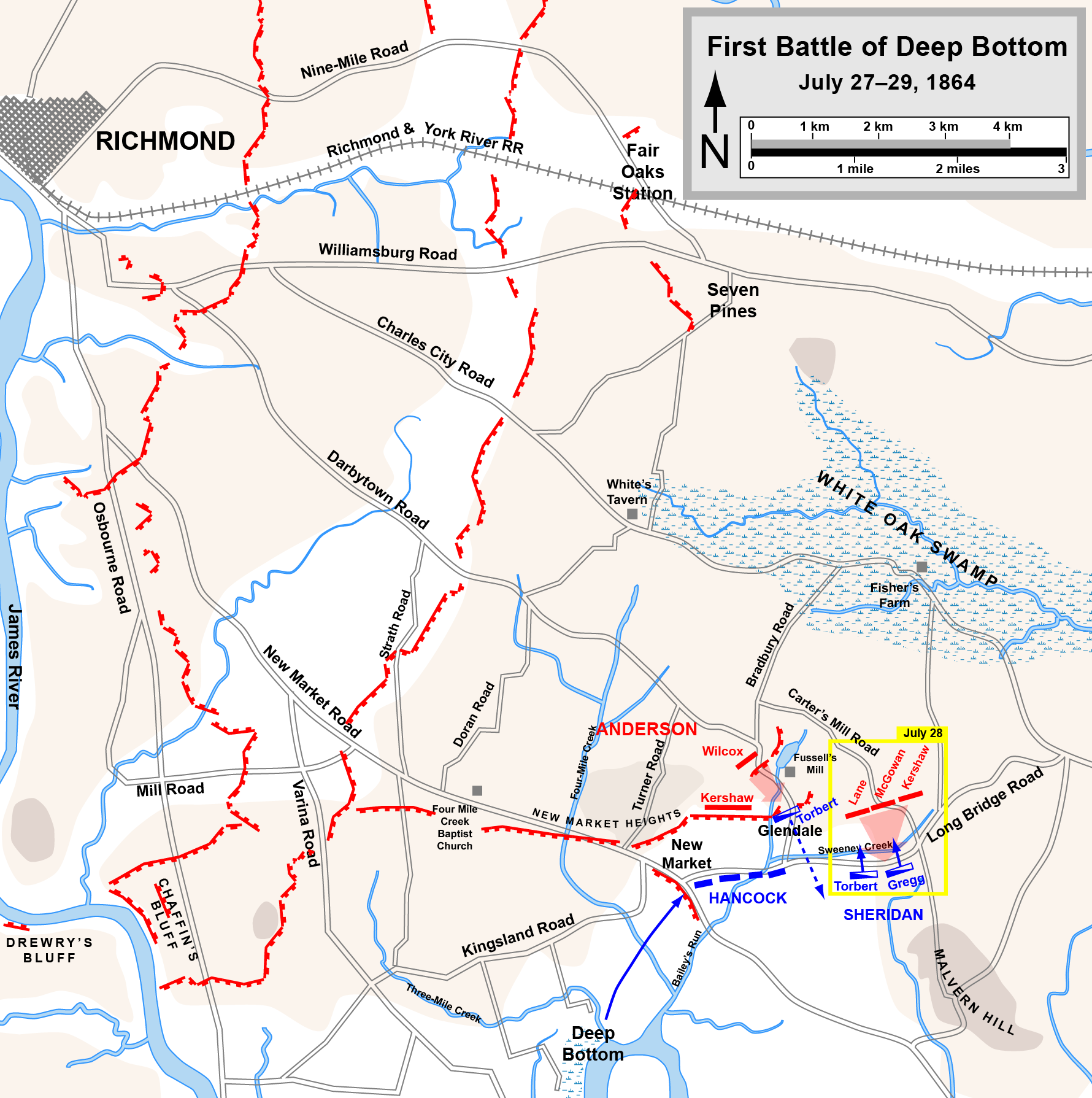
Eerste Slag bij Deep Bottom

Hancock en Sheridan staken de pontonbrug over om 03.00u op 27 juli. De opstelling van het II Corps zag er als volgt uit. De divisie van brigadgeneraal John Gibbon nam de linkerflank voor zijn rekening. Brigadegeneraal Francis C. Barlow stond in het centrum en brigadegeneraal Gershom Mott nam de rechterflank voor zijn rekening. Ze overrompelden de Zuidelijke schuttersputten langs de New Market Road en veroverden vier kanonnen. Ze zetten hun opmars verder naar de Long Bridge Road. Na een kort gevecht met Zuidelijke artillerie die uitgeschakeld werd door Motts infanterie namen de Noordelijken stellingen in langs de oostelijke oever van Bailey’s Creek van New Market Road tot bij Fussell’s Mill. Sheridans cavalerie reed naar de hoger gelegen terreinen op de rechterflank. De cavaleriedivisie van brigadegeneraal Alfred T. A. Torbert nam het hoger gelegen terrein bij Fussell's Mill in. Ze werden echter verdreven door het 10th en 50th Georgia Infantry regiments. De Zuidelijke borstweringen op de westelijke oever van Bailey's Creek zagen er imposant uit. Hancock koos ervoor deze niet aan te vallen en voerde de rest van de dag verkenningen uit.
Terwijl Hancock halt hield bij Bailey’s Creek, bracht Lee nog meer versterkingen naar het gebied. Hij hiermee in de kaarten van Grant. Luitenant-generaal Richard H. Anderson nam het bevel op zich van de Deep Bottom sector. De infanteriedivisie van generaal-majoor Henry Heth en de cavaleriedivisie van generaal-majoor W.H.F. "Rooney" Lee's werden eveneens naar de sector gestuurd. Er werden ook eenheden van het Departement of Richmond opgetrommeld om de Zuidelijke stellingen te helpen bemannen.

### 28 juli
Tijdens de ochtend van 28 juli ontving Hancock versterkingen in de vorm van een brigade van het XIX Corps die de plaats innam van Gibbon divisie. Zo kon Gibbon ingezet worden om een aanval uit te voeren op de Zuidelijke linkerflank. Sheridans cavaleristen probeerden de vijandelijke linkerflank te keren door op te rukken naar Gravel Hill. Hun manoeuvre werd onderbroken door een Zuidelijke tegenaanval. De cavaleristen vormden onmiddellijk een slaglinie. De Zuidelijken kregen het zwaar te verduren door het intense Noordelijke geweervuur. Sheridans reserve viel op hun beurt aan en namen zo’n 200 krijgsgevangenen. De Zuidelijken veroverden één Noordelijke kanon voor ze zich terugtrokken naar hun eigen stellingen.

## Gevolgen
Tegen de namiddag had Hancock zijn divisies zo opgesteld dat de aftocht naar Deep Bottom zonder problemen zou verlopen. Er vonden geen verdere gevechten plaats. Richmond en de nabijgelegen spoorwegen werden ongemoeid gelaten. Grant was opgetogen over het feit dat Lee troepen had weggehaald van Petersburg om Richmond te beschermen. Zo kon de voorziene aanval van 30 juli doorgaan. Grant gaf het bevel aan Hancock om Motts divisie naar Petersburg te sturen zodat ze de aanval konden ondersteunen. De rest van het II Corps en de cavalerie staken de James opnieuw over op 29 juli.
De Noordelijke verloren 488 soldaten waarvan 62 doden, 340 gewonden en 86 vermisten of gevangenen. De Zuidelijken telden 679 slachtoffers waarvan 80 doden, 391 gewonden en 208 vermisten of gevangenen. De Tweede slag bij Deep Bottom tussen 13 augustus en 20 augustus zou ongeveer in hetzelfde gebied plaatsvinden.